# 2361 Gogol
A 2361 Gogol (ideiglenes jelöléssel 1976 GQ1) a Naprendszer kisbolygóövében található aszteroida. Nyikolaj Sztyepanovics Csernih fedezte fel 1976. április 1-én.